# Alberto Henschel
Alberto Henschel (Berlim, 13 de junho de 1827 — Rio de Janeiro, 30 de junho de 1882) foi um fotógrafo teuto-brasileiro, considerado o mais diligente empresário da fotografia no Brasil do século XIX, com escritórios em Pernambuco, Bahia, Rio de Janeiro e São Paulo, Henschel foi também responsável pela vinda de outros fotógrafos profissionais ao país, como o seu compatriota Karl Ernest Papf — com quem trabalharia mais tarde — e seu filho, Jorge Henrique Papf, que sucederia ao pai no ramo da fotografia.
Henschel ficou conhecido por produzir belas imagens do Rio de Janeiro como fotógrafo paisagista e por ser um excelente retratista, o que lhe rendeu o título de Photographo da Casa Imperial, habilitando-o a retratar o cotidiano da monarquia brasileira durante o Segundo Reinado, inclusive fotografando o imperador Dom Pedro II e sua família. Esse título valorizaria muito suas fotos, inclusive no preço.
Mas, certamente, sua principal contribuição à história da fotografia no Brasil foi o registro fotográfico de todos os extratos sociais do Brasil oitocentista: retratos, geralmente no padrão carte-de-visite, foram tirados da nobreza, dos ricos comerciantes, da classe média e dos negros, tanto livres como escravos, em um período ainda anterior à lei Áurea.

## Antecedentes

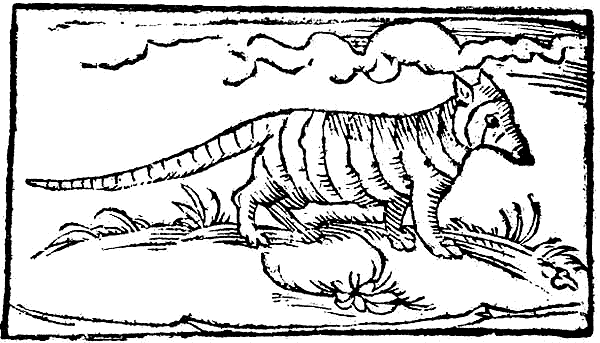
Xilogravura de um tatu, um dos muitos animais exóticos avistados por Hans Staden no Brasil (1557).

Logo quando os primeiros mapas-múndi que mostravam o Brasil foram impressos, na época renascentista de Albrecht Dürer, o país-continente recém-descoberto despertou o interesse da Alemanha. Um dos principais fatores de atração que o Brasil exercia para com os alemães é decorrente das empolgantes narrativas e ilustrações a respeito dos índios, das paisagens exóticas, das riquezas de animais selvagens e novas espécies de plantas, relatadas primeiramente nas obras fantásticas de Hans Staden, seguido por aventureiros e cientistas como Johann Baptist Emanuel Pohl, autor de Viagem no Interior do Brasil. Empreendida nos Anos de 1817 a 1821 e Publicada por Ordem de Sua Majestade o Imperador da Áustria Francisco Primeiro, em que descreve sua viagem pelo país, com observações entusiásticas e elogiosas, acompanhadas de luxuriantes ilustrações. Sobre o Rio de Janeiro, Pohl escreveria:
| “ | Se algum ponto do Novo Mundo merece, pela sua situação e condições naturais, tornar-se um dia teatro de grandes acontecimentos, um foco de civilização e cultura, um empório do comércio mundial, é, a meu ver, o Rio de Janeiro. Não posso, aqui, reprimir esta observação. De bom grado paira a fantasia sobre o futuro de tão encantador país, que tem um presente pouco desenvolvido e, por assim dizer, não tem passado | ” |
|   | — Johann Emmanuel Pohl. |   |

Certamente essas narrativas e ilustrações constituíram um dos principais fatores de atração para os fotógrafos alemães oitocentistas que se transfeririam para o Brasil, como Revert Henrique Klumb, Augusto Stahl, Karl Ernest Papf e Alberto Henschel.

## Vida

### Na Alemanha
Não há registro da vida pessoal e profissional de Alberto Henschel na Alemanha, nem das razões que o teriam levado a emigrar para o Brasil. Sabe-se apenas que era filho de Moritz e Helene Henschel. Moritz e seus irmãos August, Friedrich e Wilhelm, de origem judaica, chegaram em Berlim por volta de 1806, tendo se notabilizado como gravuristas e assinado suas obras como Irmãos Henschel.
Supõe-se que Alberto Henschel conheceu o também fotógrafo Francisco Benque ainda na Alemanha, com quem teria uma bem-sucedida, porém efêmera, sociedade no Brasil.

### No Brasil

#### Década de 1861

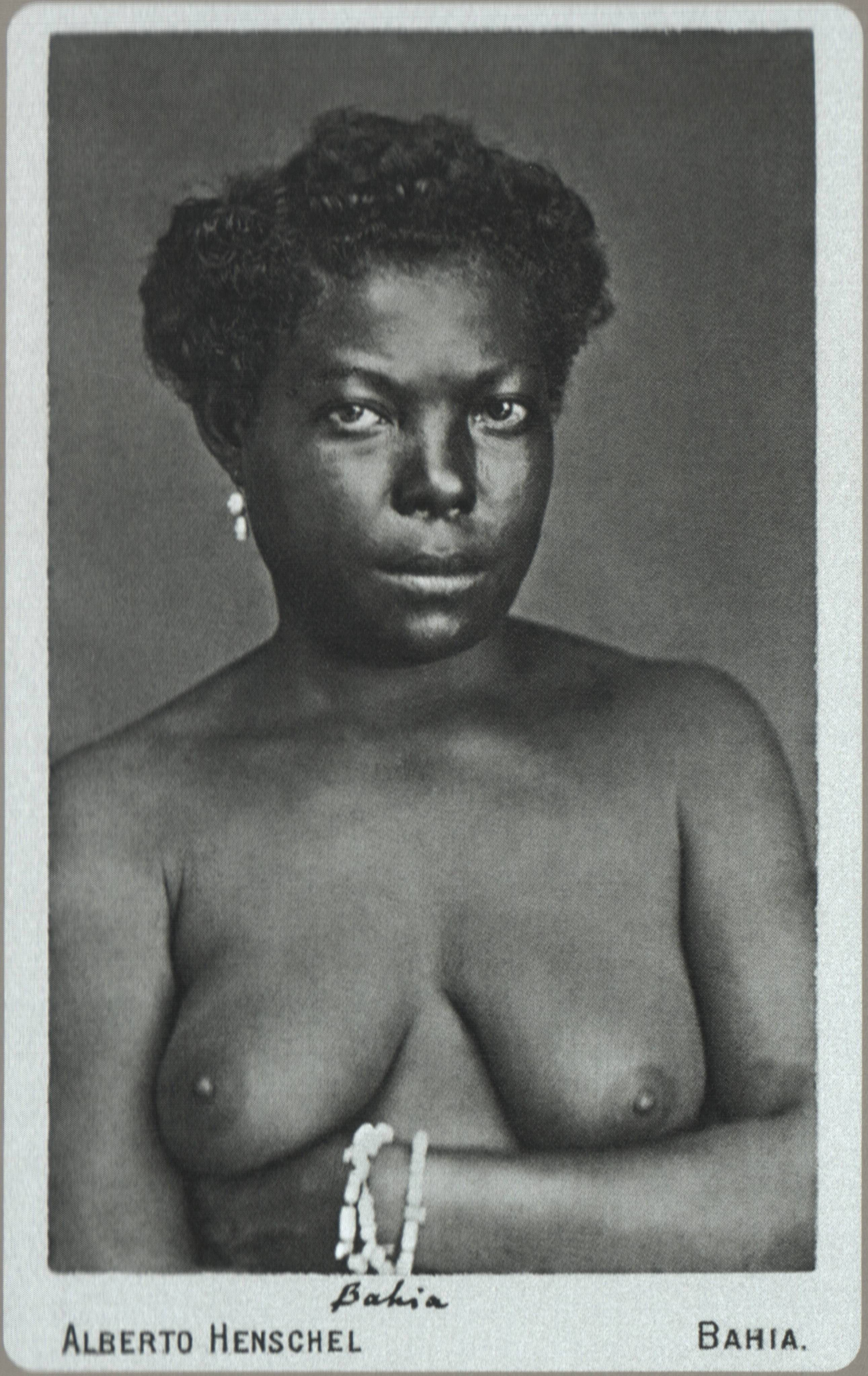
Nu de jovem negra. Salvador, província da Bahia (1869)

Henschel desembarcou no Recife em maio de 1866, junto com o também alemão Karl Heinrich Gutzlaff, com quem associou-se para criar um estúdio fotográfico na rua do Imperador, número 38. Inicialmente denominado Alberto Henschel & Cia, o estúdio passou a chamar-se Photographia Allemã, mudando-se em seguida para novo endereço, no largo da Matriz de Santo Antônio, número 2. Pelo fato de ter montado seu negócio logo que chegou ao Brasil, presume-se que Alberto já fosse um experiente fotógrafo e tencionasse engajar-se no promissor negócio da fotografia em um mercado ainda pouco explorado.
Em 1867, Henschel dissociou-se de Gutzlaff e voltou à Alemanha, onde atualizou sua técnica e adquiriu novos equipamentos para o seu ateliê de fotografia. Retornou ao Brasil no mesmo ano, abrindo outro estabelecimento com a mesma razão social na cidade de Salvador, na rua da Piedade, número 16.
Abrindo três estabelecimentos em apenas dois anos, Henschel já era considerado o mais ousado e atilado empresário da fotografia no Brasil oitocentista.
No fim dos anos 1860, as casas de Recife e Salvador já produziam retratos de pessoas de origem africana, escravas e livres, com a diferença de retratá-las à vontade e com dignidade, como indivíduos e não como objetos.

#### Década de 1870

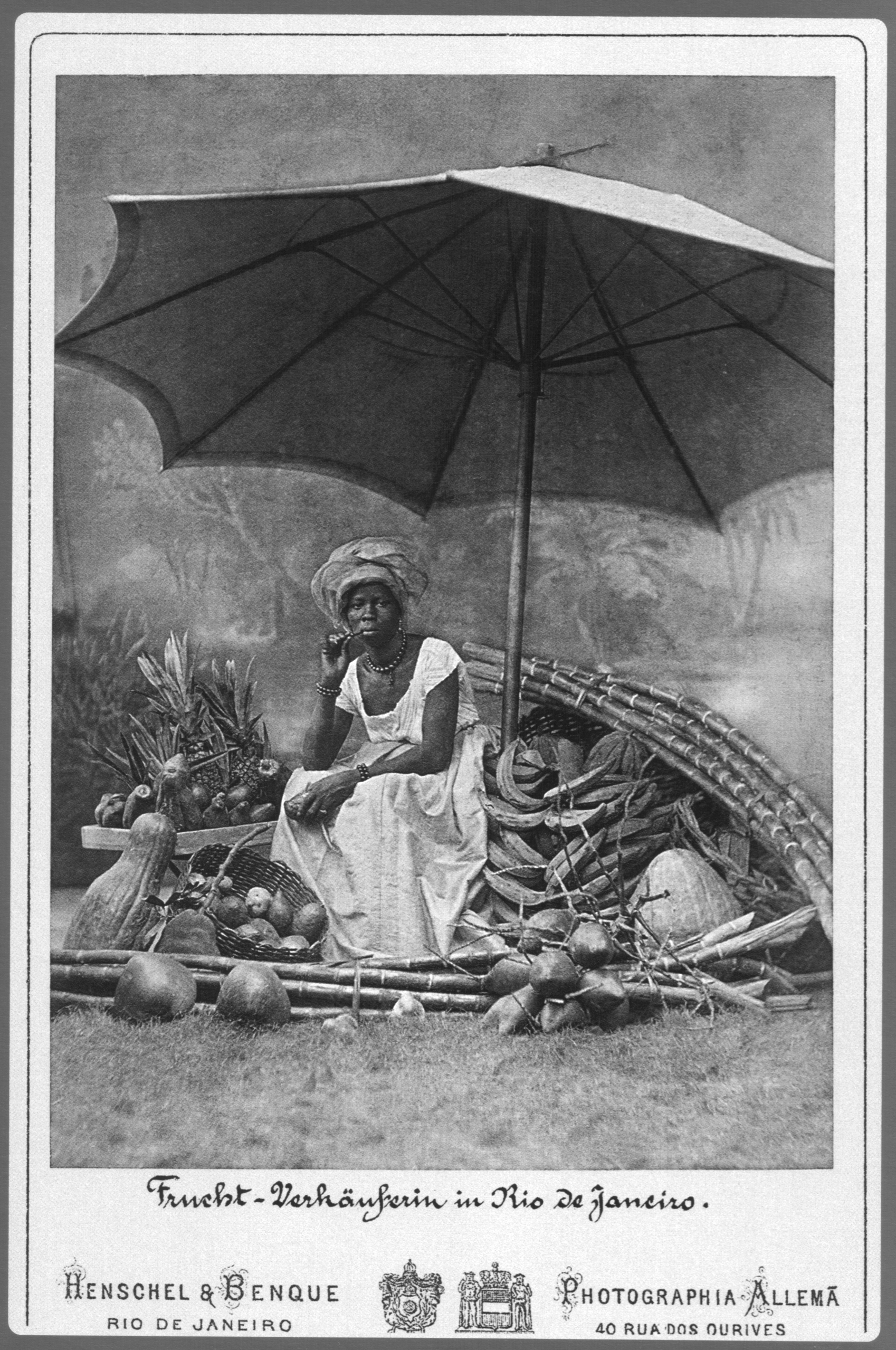
Negra vendedora de frutas. Rio de Janeiro (1870)

Em 1870, Henschel abriu outra filial de seu ateliê, desta vez no Rio de Janeiro, na rua dos Ourives (atual rua Miguel Couto, número 40). Foi no Rio, capital do Império, que começaria sua próspera parceria com Francisco Benque. Com o nome de Henschel & Benque, os dois especializaram-se na produção e comercialização de retratos e paisagens, além das fotopinturas feitas por Karl Ernest Papf. Não há registro datando quando a sociedade com Benque desfez-se, mas é provável que a sociedade tenha perdurado até 1880.
Pela qualidade de seu trabalho e pelo sucesso que fizera na Corte, Henschel foi agraciado com o título de Photographo da Casa Imperial, em 7 de Setembro de 1874, juntamente com Benque. O historiador fotográfico Gilberto Ferrez descreve a qualidade e importância de Henschel da seguinte maneira:
| “ | Henschel fotografou o Rio e seus arredores [...]. Fez paisagens, mas antes de tudo era exímio retratista. Não há quase nenhum álbum de família em que não figurem retratos de avós tirados por Alberto Henschel. | ” |
|   | — Gilberto Ferrez. |   |

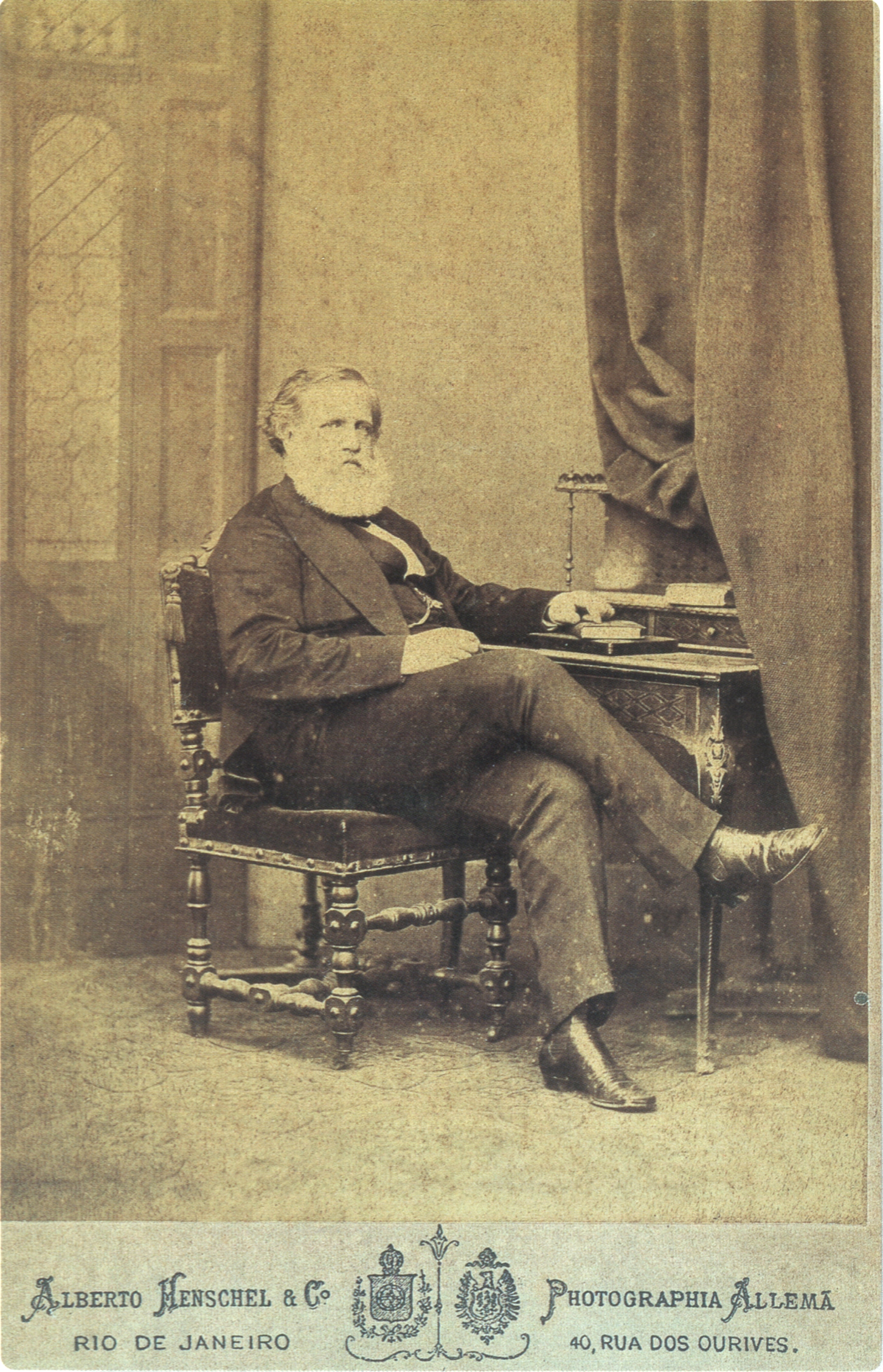
Fotografia de Dom Pedro II. Rio de Janeiro (1875)

Henschel participou de várias exposições fotográficas, destacando-se na exposição da Academia Imperial de Belas Artes em 1872 e 1875, pela qual recebeu a Medalha de Ouro na primeira edição. Também participou da IV Exposição Nacional e da Exposição Universal de Viena, na Áustria, na qual obteve a Medalha de Mérito.

#### Década de 1880
Em 1 de fevereiro de 1882, Alberto inaugurou mais um estabelecimento, desta vez na capital da província de São Paulo, com a denominação de Photographia Imperial, porque o nome Photographia Allemã já era utilizado pelo ateliê do fotógrafo Carlos Hoenen desde 1875. Sua chegada a São Paulo foi vista com muita importância, pois, além de ser detentor do prestigioso título de Photographo da Casa Imperial, ele vinha direto da Corte. O jornal A Província de São Paulo, ao descrever nos mínimos detalhes o novo ateliê em sua edição do dia da inauguração, demonstrou o entusiasmo com que Henschel foi recebido pelos paulistas.
Henschel morreria no mesmo ano, apenas alguns meses após estabelecer-se em São Paulo. Entretanto, suas empresas, sob o comando de outros empresários, continuariam estrategicamente utilizando seu nome ainda por vários anos, tendo em vista o grande prestígio que a marca "Henschel" adquirira.

## Técnica

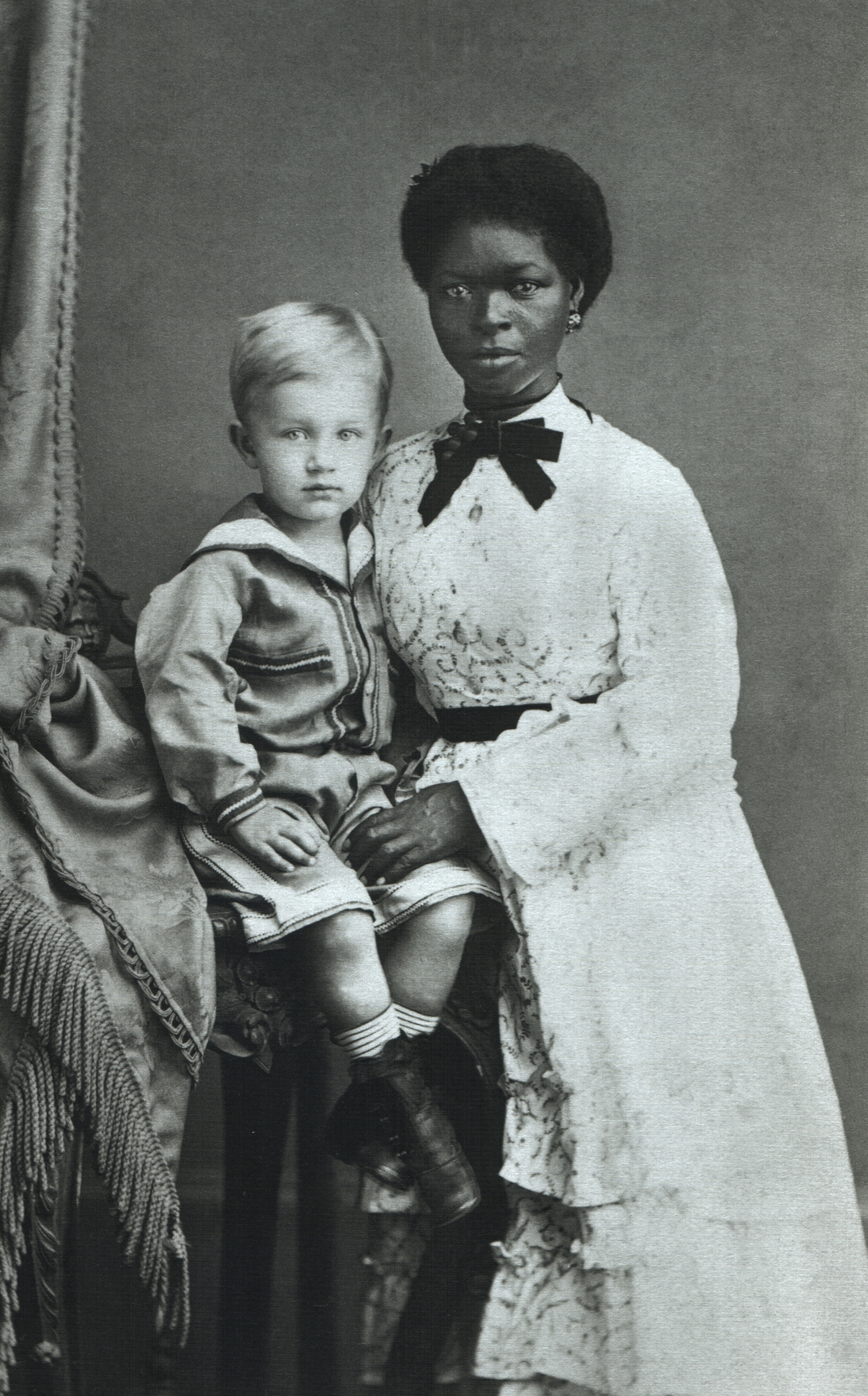
Escrava babá e ama de leite com o menino Eugen Keller. Pernambuco (1874).

Henschel sempre se manteve atualizado com as últimas novidades técnicas do mercado fotográfico. Quando o padrão estético de fotografia carte-de-visite começou a ganhar o mundo, Henschel já dominava a técnica, a qual utilizou em grande escala em seus estabelecimentos.
Seus estúdios possuíam equipamentos de última geração, adequados para o retrato instantâneo de crianças que, irrequietas, eram a dor de cabeça dos fotógrafos. Em um anúncio presente no Novo Almanach de São Paulo para o Anno de 1883, Henschel propagandeava:
| “ | Este estabelecimento acaba de receber da Europa os NEGATIVOS para o novo processo de PHOTOGRAPHIAS INSTANTANEAS, que tanto sucesso tem produzido ali./ Por meio deste CHICHETS se pode obter um retrato mais perfeito da mais inquieta criança, de pessoas nervosas, etc./ O público é convidado a vir examinar no estabelecimento alguns retratos obtidos pelo novo processo. | ” |

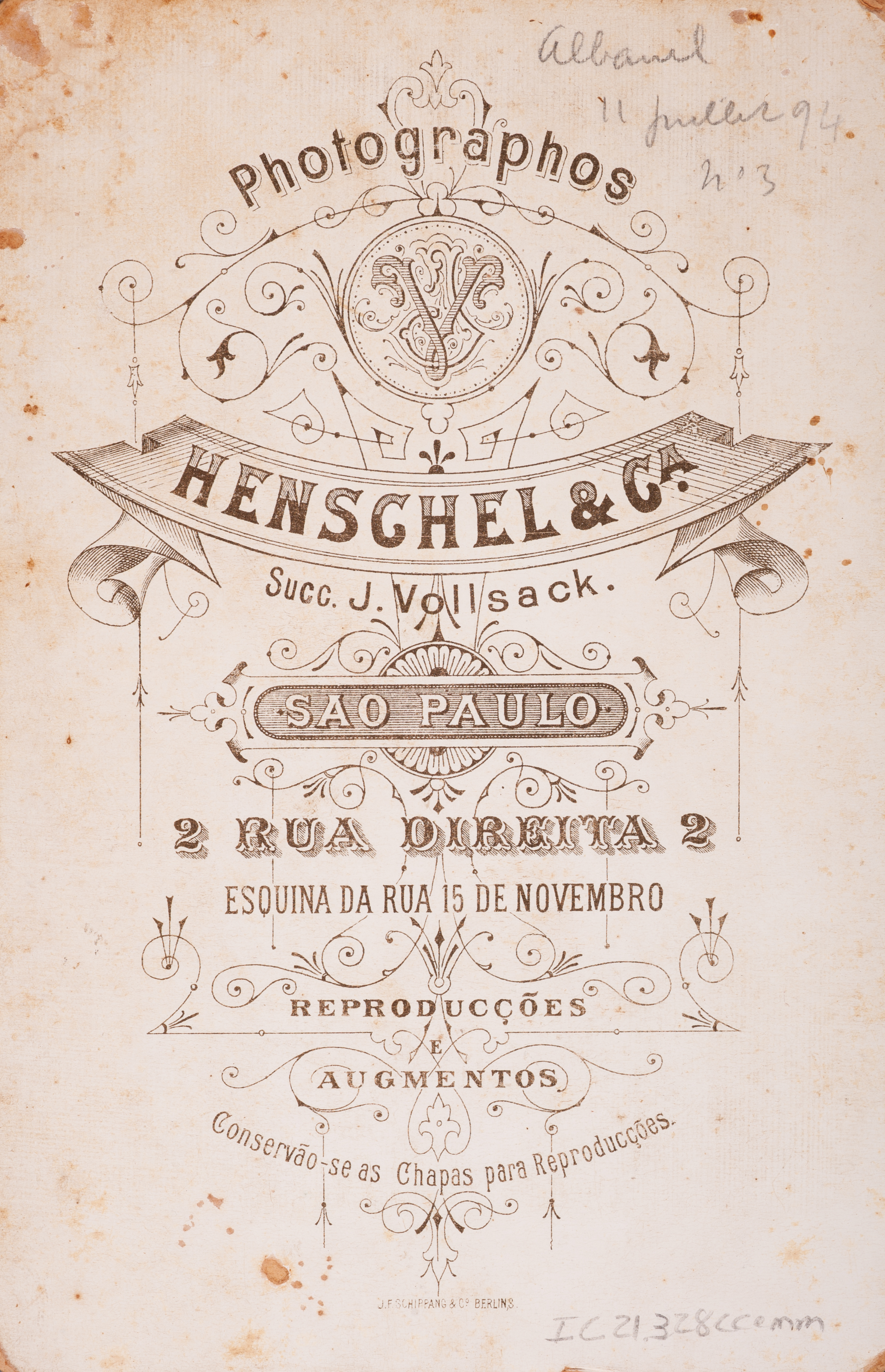
Verso de fotografia, com logotipo de estúdio de Henschel.

O novo processo a que o anúncio se referia era o uso de placas secas de gelatina transparente, utilizadas como camada adesiva para a fixação dos sais de prata sobre o papel.